# 1980 у літературі

## Померли
- 2 березня — Ярослав Івашкевич, польський письменник, поет і драматург (народився в 1894).
- 3 квітня — Йозеф Копта, чеський письменник, журналіст, перекладач (народився у 1894).
- 14 квітня — Джанні Родарі, італійський дитячий письменник та журналіст (народився в 1920).
- 15 квітня — Жан-Поль Сартр, французький філософ, письменник (народився в 1905).
- 7 червня — Генрі Міллер, американський письменник (народився в 1891).
- 25 липня — Володимир Семенович Висоцький, радянський актор, поет, співак (народився в 1938).

## Нові книжки
- «Ім'я рози» — Умберто Еко.
- «Та, що породжує вогонь» — роман Стівен Кінг.
- «Ідентифікація Борна» (англ. The Bourne Identity) — роман Роберта Ладлема.
- Ресторан «На Краю Всесвіту» — другий роман Дугласа Адамса з серії «Автостопом по галактиці».
- Клан печерного ведмедя — перший роман Джін М. Ауел з серії «Діти Землі»